# Cartel do Norte do Vale
O Cartel do Vale do Norte (em espanhol Cartel del Norte del Valle) é um cartel de drogas que operou principalmente no norte do Valle del Cauca, ao sudoeste de Colômbia, e que teve um importante crescimento em meados da década de 1990, depois da fragmentação dos carteis de Medellín e Cáli. É conhecida como uma das organizações mais poderosas dedicadas ao tráfico de drogas.
O indiciamento alega que os membros do cartel contrataram os serviços das Autodefensas Unidas de Colômbia (AUC), uma organização paramilitar de direita internacionalmente classificada como terrorista, para proteger as rotas do cartel de drogas, seus laboratórios de drogas e seus membros e associados. 